# 무라카와 에리
무라카와 에리(村川 絵梨, 1987년 10월 4일 ~)는 일본의 배우이다. 오사카시 아사히구 출신이며, 소속사는 어뮤즈이다.
2002년에 음악 그룹 보이스타일 (BOYSTYLE)로 데뷔했으며, 2004년 영화 《로드 88》 주연을 맡으며 배우 활동을 시작했다.

## 출연

### 드라마
- 2005년 ~ 2006년 《바람의 하루카》
- 2006년 《마이보스 마이히어로》 하기와라 사키 역
- 2007년 《굿 잡》
- 2007년 《섹시 보이스 앤 로보》 하야시 카즈미 역
- 2008년 《루키즈》 야기 토코 역
- 2008년 《세레브와 빈곤타로》
- 2009년 《리셋 (드라마)》
- 2009년 《갓 핸드 테루》
- 2009년 《관료들의 여름》
- 2009년 《심야식당》 아이카와 리사 역
- 2010년 《도망변호사》
- 2010년 《퍼펙트 리포트》
- 2011년 《그래도, 살아간다》 히가키 유카 역
- 2012년 《틴코트》 오카자키 마호 역

### 영화
- 2004년 《로드 88》
- 2007년 《츠바키 산주로》
- 2007년 《리틀 디제이: 작은 사랑 이야기》
- 2009년 《루키즈: 졸업》 야기 토코 역
- 2011년 《우리는 세상을 바꿀 수 없어》
- 2012년 《우리들의 급행 A열차로 가자》
- 2017년 《이름없는 새》- 카요 역
- 2024년 《킹덤4: 대장군의 귀환》- 유리 역